# 곽가

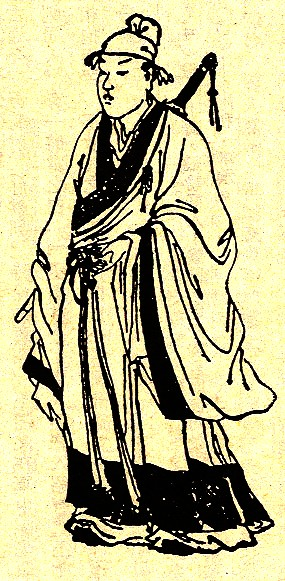
곽가

곽가(郭嘉, 170년 ~ 207년)는 중국 후한 말의 책사다. 자는 봉효(奉孝)이며, 예주 영천군 양책현(陽翟縣) 사람이다. 조조가 가장 아끼던 참모로 관직은 사공군좨주(司空軍祭酒)였으며 시호는 정후(貞侯)이다. 아들은 곽혁이고, 손자는 곽심(郭深), 곽창(郭敞)이며, 고손은 곽엽(郭獵)이다.
배잠(裴潛)은 곽가는 사람이나 사물을 주의깊게 살펴 판단하는 능력이 매우 뛰어났고 전쟁과 관련한 판결은 매번 정확하여 조조가 곽가만이 대업을 이루게 할 것이라 평했다.

## 생애
곽가는 어릴 적부터 장래를 내다볼 수 있는 통찰력에 뛰어났다고 한다. 20살이 되자, 이름과 경력을 숨기고, 천하의 영걸들과 교제를 맺고 속세에서는 떨어진 생활을 보냈다. 곽가는 원소를 만났으나, 원소와는 함께 일할 수 없다고 여겨 그를 떠났다. 그 후 순욱이 조조에게 희지재의 후임자로 곽가를 추천했다. 곽가는 조조를 만나 서로 천하에 대한 일에 의견을 나누었다. 조조는 "나의 대업을 이룰 자는 이 사람밖에는 없다"라고 높이 평가하였고, 한편 곽가도 물러나면서 "진정 나의 주군이다"라고 말하며 기뻐했다. 조조는 곽가를 사공군제주로 삼았고, 이후 곽가는 11년 후 죽을 때까지 조조를 섬기면서 수차례 조언을 하였다.
여포 토벌에서는 순유와 더불어 퇴각하려던 조조에게 맹공을 진언하니 여포는 패하여 사로잡혔다.
조조가 원소와 관도(官渡)에서 대치할 때 손책이 허(許)를 공격할 준비를 하는 모습을 보이자 사람들은 모두 두려움에 떨었으나, 곽가는 손책이 사람을 많이 죽였고 경비를 소홀히 하므로 암살당할 것이라 예측하였으며 결과적으로 손책은 허공의 식객들에게 암살당한다.
원소 사후 조조는 여양에서 원소의 후계자 원상과 싸운다. 조조는 수개월 간의 싸움 끝에 원상군을 밀어냈으나, 거듭 진군하다가 원상의 역공을 받아 패하기에 이른다. 계속 공격해 원상을 무너뜨리자는 의견이 많았으나 곽가는 원상의 승계에 불만을 가진 원담과 원상의 대립을 기대하고 변화를 엿보아 움직이는 것이 나을 것이라 진언했다. 결과적으로 원담은 원상에게 반기를 들었다가 패하여 조조에게 항복해 오게 되었고 조조는 이를 받아들여 원상을 무너뜨리고 기주를 평정했다.
이후, 세력을 잃은 원상은 오환으로 망명했으며 오환의 지원을 받아 재기를 노리며 국경지역을 거듭 침공하며 반란을 사주해 조조에게 커다란 피해를 주었다. 더 이상 피해를 좌시할 수 없었던 조조가 오환의 원정을 논의했을 때 대부분의 신하들은 원상은 망명한 포로에 불과하니 큰 문제가 되지 않으나 단지 유표만은 유비를 이용해 허도를 습격할 것이니 이를 염려하며 유표를 먼저 쳐야 한다고 말했다. 곽가는 유표는 의심이 많아 유비를 중용하지 않을 것이니 큰 문제가 되지 않으나, 살아생전 신망이 높은 원소의 후계자 원상이 다시 한번 옛 원소의 신하들에게 내응을 사주하며 오환족과 함께 대대적인 침공을 결행했을 경우 유주는 물론 청주와 기주도 원상이 되찾게 될 것이라 유세했다. 결과적으로 조조가 오환을 공격하는 동안 유표는 움직이지 않는다.
조조는 원정에 나서, 역현(易縣)에 도달하자 곽가가 한 가지 계책을 진언했다.
“병사는 신속(神速)을 요구합니다. 지금 천 리밖에 있는 적을 습격하려는데, 치중(輜重)이 많아 유리한 지역에 빨리 도착하는 것이 어렵습니다. 거기에 그들이 이것을 듣게 된다면 필히 방비를 튼튼하여 우리를 기다릴 것입니다. 지금 바로 치중을 남기고, 경기병을 야간 행군을 시켜, 그들의 의표를 찔러야 합니다.”
조조는 그의 계책을 채용하여 오환을 격파하여 무찔렀고, 원상 등은 요동까지 도망치게 되었다. 
곽가는 사물을 주의깊게 살피는 데 뛰어나, 적절한 혜안을 가지고 있었기에 조조에게서 "봉효만이 나의 참뜻을 이해하고 있다"라고 절대적인 신뢰를 받았다고 한다.
오환 정벌이 끝나 유성(柳城)에서 귀환하던 도중 풍토병에 걸려 병을 치료하다 38살로 요절하였다. 조조는 곽가의 죽음을 크게 슬퍼하였고, 순유 및 다른 이들을 향해 말하였다.
"그대들은 모두 나와 동년배이다. 곽가만이 매우 젊었다. 천하가 태평한 시기가 오면 후사를 그에게 맡기려 했었는데…"라고 한탄하였다. 그러고는 헌제에게 상주하여 곽가의 식읍을 800호를 더해 모두 1,000호가 되게 하였다. 정후(貞侯)라는 시호를 내렸다.
208년 적벽 대전에서 패배할 때 조조는 탄식하여 일렀다. “곽봉효가 살아있었다면 내가 이 지경에 이르도록 만들지는 않았을 것이다.”
예전에 진군은 곽가가 품행을 다스리지 않는 것에 대해 여러 번 탄핵하였다. 그러나 곽가는 개의치 않았고, 조조에게 여러 번 중용되었다. 조조는 곽가의 재능을 사랑하는 한편, 공정하며 인물 감정에 뛰어났던 진군도 중용하였다. 조조의 인재를 좋아했다는 이야기가 담긴 에피소드라고 할 수 있다.

## 《삼국지연의》의 곽가
삼국지연의에도 정사와 마찬가지로 천재적인 통찰력을 지닌 군사로 묘사되었다. 조조를 섬기게 된 경위에 대해서는 순욱이 정욱(程昱)을 추천하였고, 정욱이 곽가를 추천하는 형식이었다. 곽가 자신도 유엽(劉曄)을 추천하였다. 또한 유비가 여포에게 패해 조조를 의지하려 할 때, 주위에서 유비를 죽여 후환을 없애자고 했는데 곽가는 조조에게 유비를 받아들여 천하에 주공의 덕을 보여야 한다고 반대했다(이는 《삼국지》 본문에는 없는 내용으로, 주석으로 인용한 《위서》와 《부자》의 내용이 전혀 다른데, 삼국지연의에서는 《위서》의 내용을 따른 것이다). 또한 요동으로 도망간 원상 형제의 최후를 예측한 것도 곽가의 공으로 되어 있다.

## 곽가의 친족관계
가(嘉)━혁(奕)━심(深)━엽(獵)

　　　　　　…━창(敞 : 손자)

## 같이 보기
- 삼국지 인물 목록